# Botanischer Garten St. Petersburg

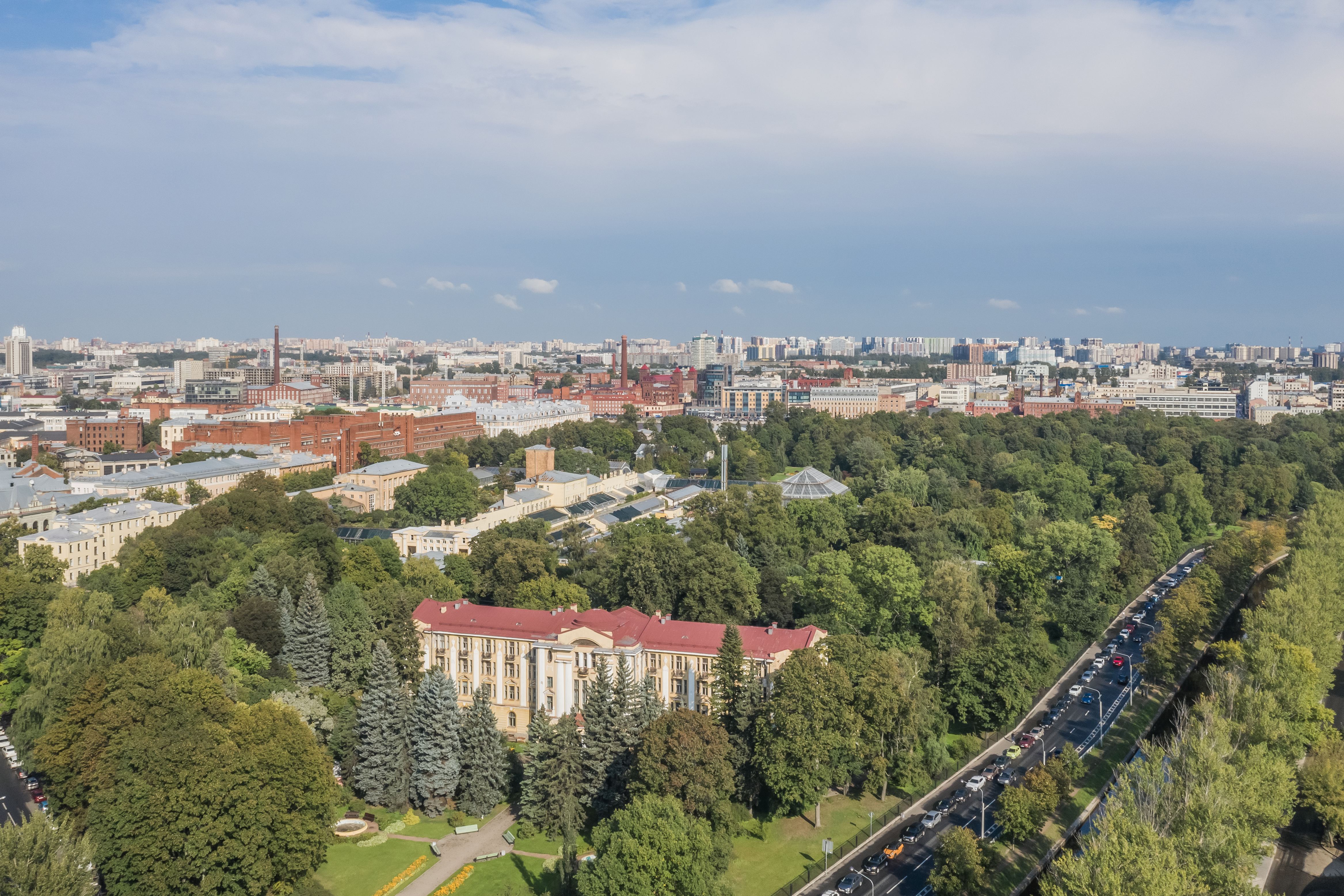
Luftaufnahme des Botanischen Gartens auf der Aptekarsky-Insel

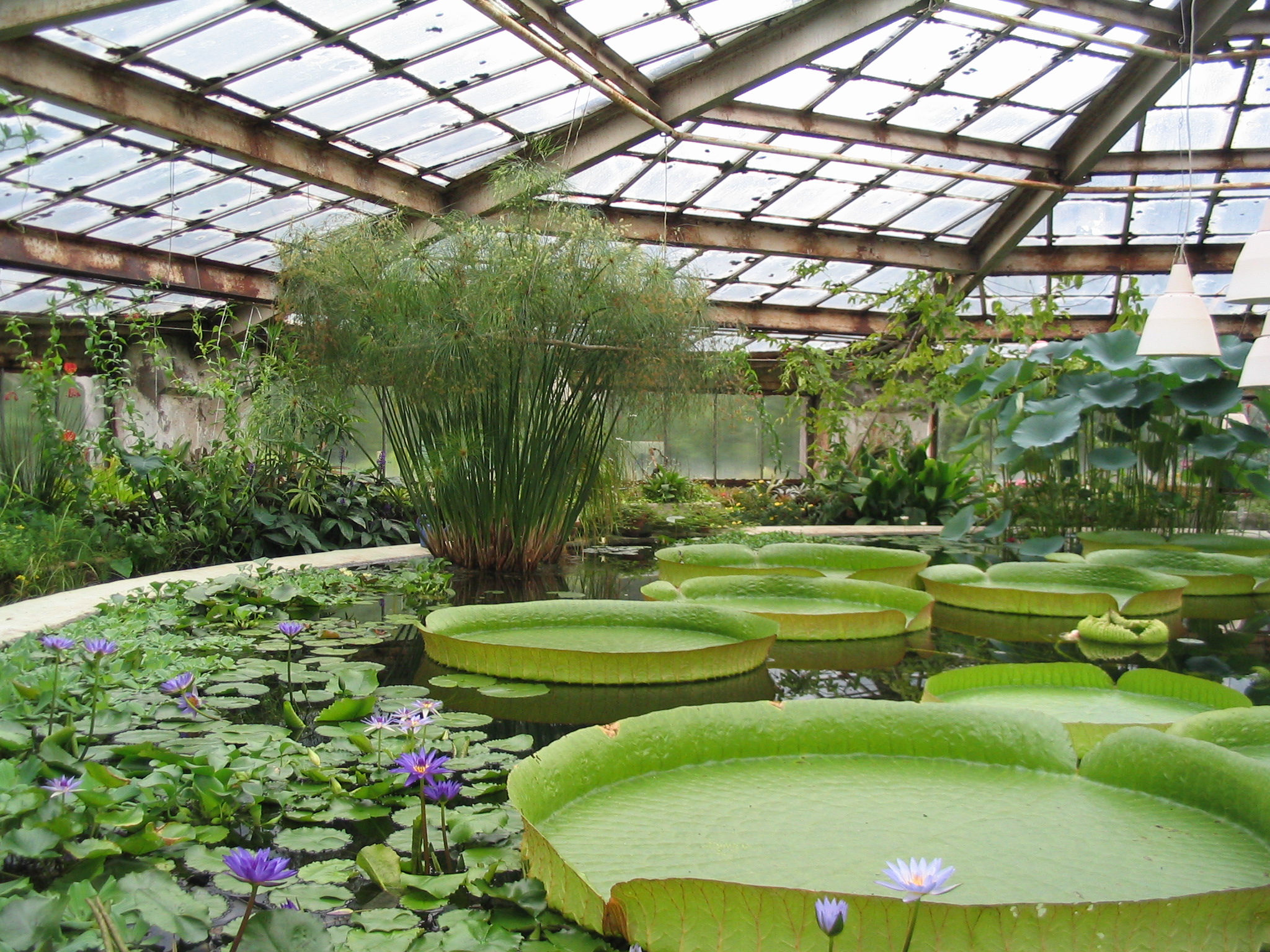
Gewächshaus Nr. 28 im Botanischen Garten von St. Petersburg

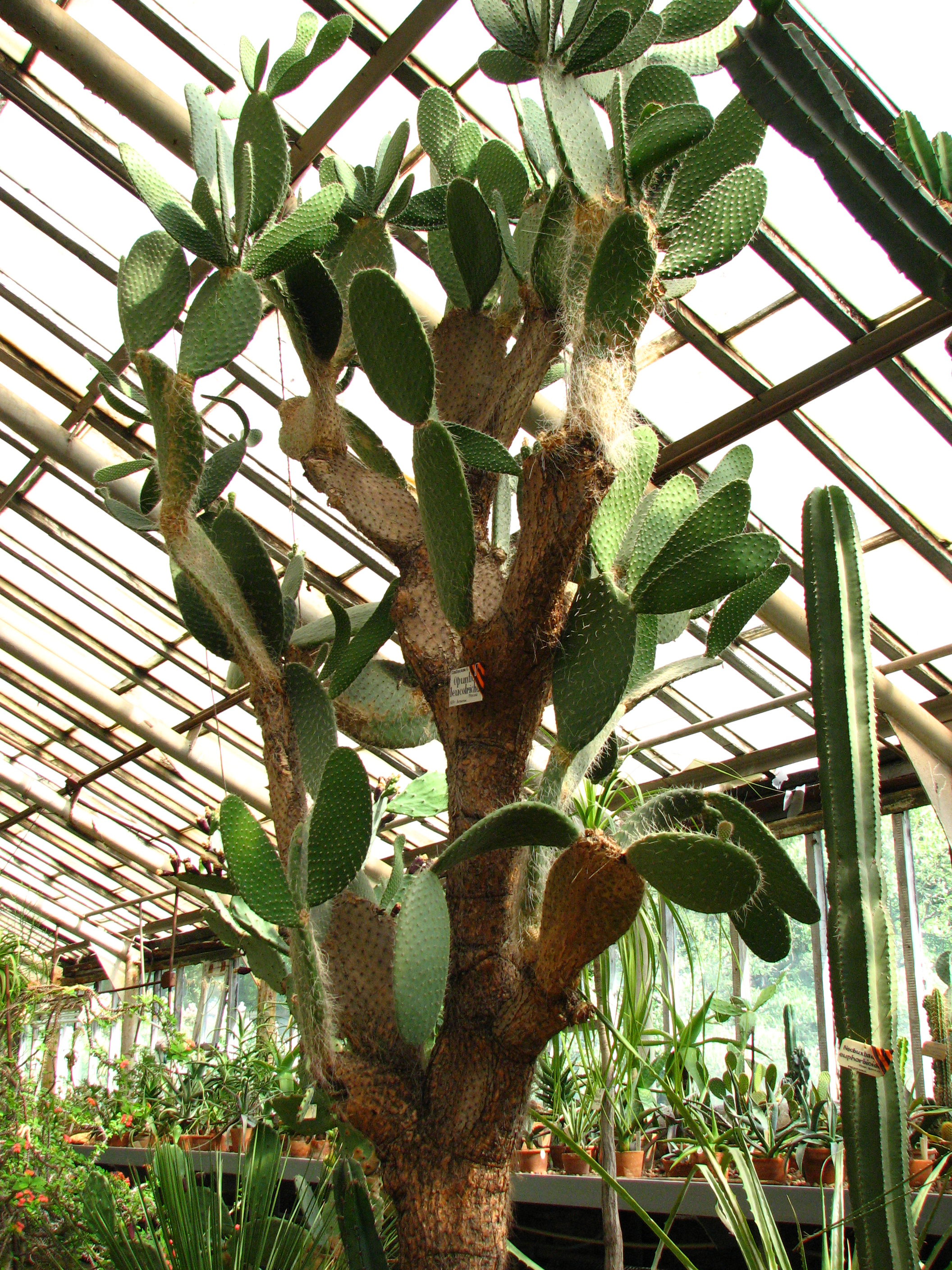
Opuntia leucotricha

Der Botanische Garten von Sankt Petersburg ist offiziell bekannt als Botanischer Garten von Peter dem Großen, Botanisches Institut W.L. Komarow der Russischen Akademie der Wissenschaften (russisch Ботанический сад Петра Великого Ботанического института им. В. Л. Комарова РАН Botanitscheski sad Petra Welikowo Botanitscheskowo instituta im. W. L. Komarowa RAN, kurz: Ботанический сад БИН РАН Botanitscheski sad BIN RAN; seit 1823 Императорский Ботанический сад Imperatorski Botanitscheski sad Botanischer Garten des Kaisers, ursprünglich Аптекарский огород Aptekarski ogorod, Apothekergarten). Es handelt sich um den ältesten Botanischen Garten Russlands und um den bekanntesten der Botanischen Gärten Sankt Petersburgs, zu denen auch die Gärten der Universität Sankt Petersburg und der Forsttechnischen Universität Sankt Petersburg gehören.
Der Botanische Garten besteht aus Außen- und Innensammlungen auf der Aptekarski-Insel in Sankt Petersburg und gehört zum Botanischen Institut „W.L.Komarow“ der Russischen Akademie der Wissenschaften. Der Garten ist 18,9 ha groß und beherbergt etwa 6.700 Pflanzenarten aus aller Welt, daneben besteht eine große Bibliothek und ein Herbarium mit über 5 Millionen Referenzexemplaren aus Russland und Zentralasien. Der Garten wird vom Aptekarski Prospekt (Haupteingang), der Prof.-Popow-Straße (zweiter Eingang) sowie den Ufern der Flüsse Karpowka und Bolschaja-Njewa begrenzt.

## Geschichte

### Botanischer Garten
Der Garten wurde 1714 (nach anderen Quellen bereits Ende 1713) von Peter dem Großen als Kräutergarten für den Anbau von Heilpflanzen gegründet. Sein Ziel war es zunächst, Heilpflanzen für die Bedürfnisse der Armee anzubauen, doch bereits in den ersten Jahrzehnten seiner Tätigkeit wurden wissenschaftliche Sammlungen angelegt und wissenschaftliche Arbeiten begonnen.
Im 18. Jahrhundert wurde der Pharmazeutische Garten auch als Medizinischer Garten bezeichnet. Ende des 18. Jahrhunderts wurde er in die Zuständigkeit der Medizinisch-Chirurgischen Akademie (heute Militärmedizinische Akademie S. M. Kirow) überführt und zu ihrem Botanischen Garten. Iwan Lepjochin leitete von 1774 bis 1802 den Botanischen Garten.
Auf Vorschlag des Staatsmannes Prinz Kotschubei wurde die Einrichtung 1823 in den Kaiserlich Botanischen Garten umgewandelt, der sich rasch entwickelte und bald zu einer der führenden botanischen Institutionen in Europa und der Welt wurde. Ab 1855 war Eduard August von Regel als wissenschaftlicher Direktor und später als Generaldirektor (1875–1892) für den Garten zuständig. Regel interessierte sich besonders für die Gattung Allium, er beaufsichtigte Sammlungen dieser Pflanzen im russischen Fernen Osten und schrieb in zwei Monographien darüber. Mehr als 60 der von ihm identifizierten Allien tragen seinen Namen, z. B. A. giganteum Regel und A. rosenbahianum Regel. Viele Allien können im Nordhof des Gartens besichtigt werden.
1879–97 war Constantin Winkler als Kustos für die Herbarien zuständig und wurde 1897 Chefbotaniker des Gartens. In dieser Zeit organisierte er die Herbarien- und Gewächshaussammlungen neu. Um 1900 wurde Boris Fedtschenko Chefbotaniker und organisierte Untersuchungen in verschiedenen russischen Regionen, darunter Sibirien, Kaukasus, Mittelasien und das asiatische Russland, die alle in verschiedenen Bänden und Büchern veröffentlicht. Von 1896 bis 1899 baute Ieronim Kitner baute mit Nicolas de Rochefort eine Orangerie im Botanischen Garten.
Zum Gedenken an den 200. Jahrestag seiner Gründung wurde der kaiserliche Botanische Garten 1913 nach Peter dem Großen benannt. Nach der Oktoberrevolution wurde der Garten 1918 als Hauptbotanischer Garten der RSFSR bekannt, seit 1925 als Hauptbotanischer Garten der UdSSR. 1930 wurde der Garten der Akademie der Wissenschaften der UdSSR unterstellt und 1931 mit dem Botanischen Museum zu einem gemeinsamen Institut zusammengelegt.
Während der Leningrader Blockade in den Jahren 1941–1944 erlitten die Innensammlungen erhebliche Verluste: Von 6.367 Arten überlebten nur 861.

### Komarow-Institut

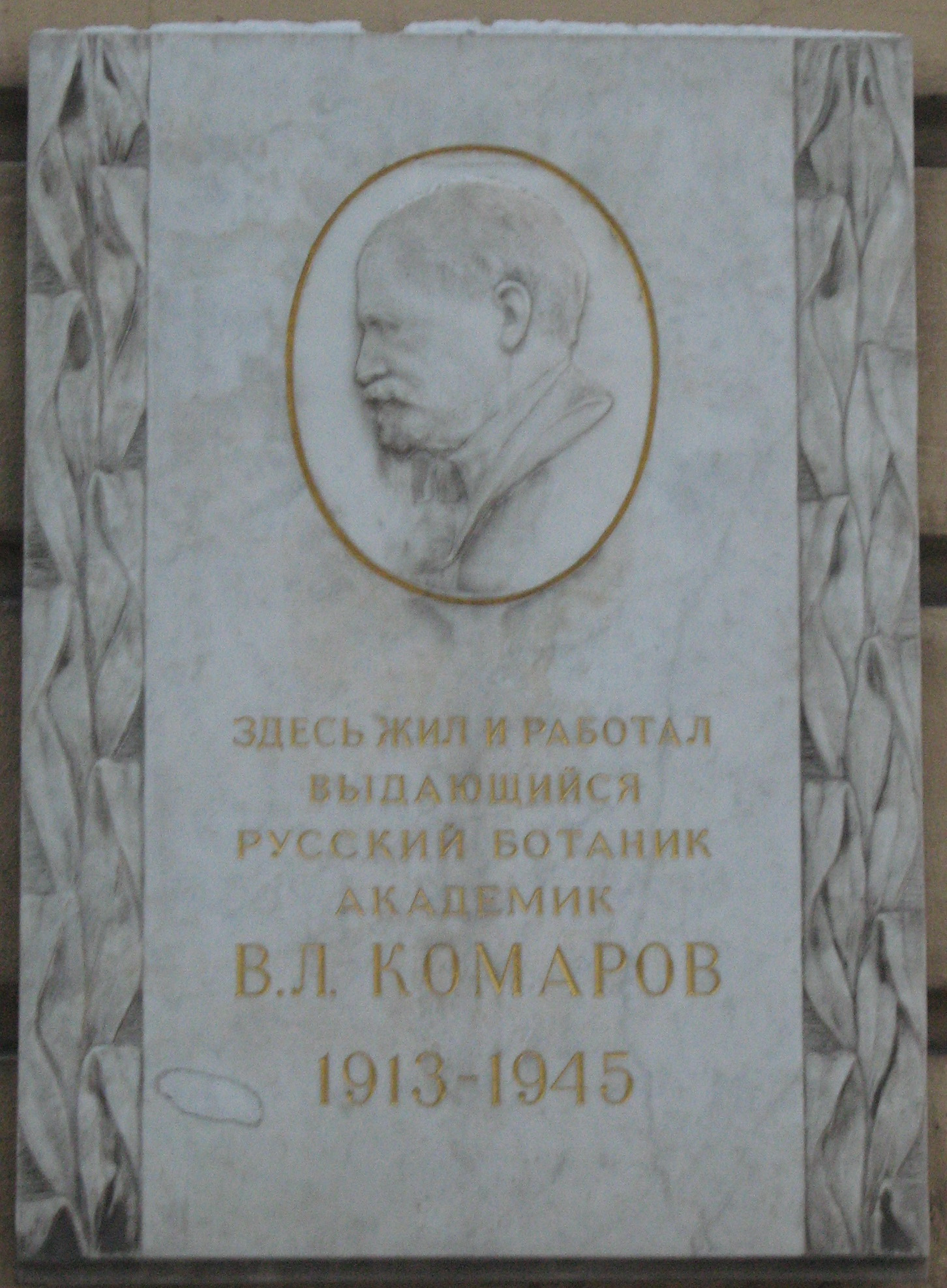
Gedenktafel von Wladimir Komarow im Botanischen Garten

Der zweite Vorgänger des Instituts sind die 1714 geschaffenen botanischen Sammlungen der Kunstkammer St. Petersburg. Im 18. Jahrhundert erhielten die Kunstkammer und dann die Akademie der Wissenschaften zahlreiche botanische Proben, darunter Materialien von zahlreichen "akademischen Expeditionen", die die damals fast unberührte Natur des asiatischen Russland erforschten. 1823 wurden diese Sammlungen einem separaten Lager zugewiesen, das den Grundstein für das Botanische Museum der Kaiserlichen Akademie der Wissenschaften legte.
Daher gab es im 19. Jahrhundert und im ersten Drittel des 20. Jahrhunderts in St. Petersburg / Leningrad zwei botanische Einrichtungen: den Botanischen Garten (auf der Aptekarsky-Insel) und das Botanische Museum (auf der Wassiljewski-Insel). Diese Einrichtungen wurden 1931 zum Botanischen Institut der Akademie der Wissenschaften der UdSSR zusammengelegt, das unter der Leitung des russischen Botanikers Wladimir Leontjewitsch Komarow zur führenden botanischen Einrichtung des Landes wurde. 1940 wurde das Institut zu Ehren seines Leiters in Komarow-Institut umbenannt.

## Heutiger Botanischer Garten

### Gewächshäuser
Der Garten verfügt über 25 Gewächshäuser aus den Jahren 1823–1824 mit einer Gesamtfläche von 11.000 m². Sie sind von 1 bis 28 nummeriert (Nr. 5 und Nr. 25 existieren nicht; Nr. 10 und Nr. 11 teilen sich ein Gebäude). Einige Häuser sind in Führungen öffentlich zugänglich, darunter die großen Sammlungen von Azaleen und anderen Ericaceae (Nr. 6), Farnen (Nr. 15), Kakteen und anderen Sukkulenten (Nr. 16) sowie verschiedenen tropischen Pflanzen (Nr. 18). Das 23,5 m hohe Großpalmen-Gewächshaus beherbergt eine bedeutende Orchideensammlung (Nr. 26) und im Gewächshaus Nr. 28 befindet sich ein Teich mit der Riesenseerose Victoria amazonica.
Die Nachtblüte des Kaktus Selenicereus grandiflorus, seit 1857 dort kultiviert, ist eine gefeierte Veranstaltung, die in den Massenmedien angekündigt und im Gewächshaus für Pflanzen trockener Regionen Afrikas und Amerikas (Nr. 16) von Juni bis Juli für die Öffentlichkeit zugänglich ist. Die Krim-Lilie wurde bereits im Jahr 1800 in den Botanischen Garten von Sankt Petersburg in die Gartenbaukunst eingeführt und wird seit diesem Zeitpunkt bis heute kultiviert.
Die Reihe der Gewächshäuser umgibt den südlichen und den nördlichen Hof, wobei letzterer seit 1963 das Iridarium, eine umfangreiche Sammlung von Iridaceae und Zwiebelpflanzen im Freien enthält, darunter viele Arten von Allium. Die Gründung des Gartens geht auf den Botaniker und Iris-Experten Georgi Rodiónenko zurück, dessen Schülerin Nina Alexeeva heute die Leitung innehat. Der Schwerpunkt des Gartens liegt auf Iris-Arten aus Russland und Zentralasien: Bart-Iris, Sibirische Iris, Bastard-Schwertlilie, Japanische Iris und Iris für Wassergärten. Die zahlreichen Arten lassen den Garten von Frühling bis Herbst erblühen und ziehen viele Besucher an.
Das Gebäude des Botanischen Museums ist auf den nördlichen Hof gerichtet, anstelle des nicht existierenden Gewächshauses Nr. 5.

### Park
Der Außenpark umfasst einen kleinen Steingarten (Ende des 19. Jahrhunderts angelegt) vor dem Großpalmen-Gewächshaus und ein 0,16 km² großes Arboretum, das teilweise als englischer Garten und teilweise als formaler Garten organisiert ist. Östlich der Gebäude ist ein Japanischer Garten angelegt.
Der Park ist im Gegensatz zu den Gewächshäusern vom 1. Oktober bis 8. Mai für Besucher geschlossen. Er liegt nur 1,5 bis 3 m über dem Meeresspiegel und hat daher regelmäßig unter den für Sankt Petersburg typischen katastrophalen Überschwemmungen gelitten. Das 1913 erbaute Herbariumgebäude steht vor dem Haupteingang.

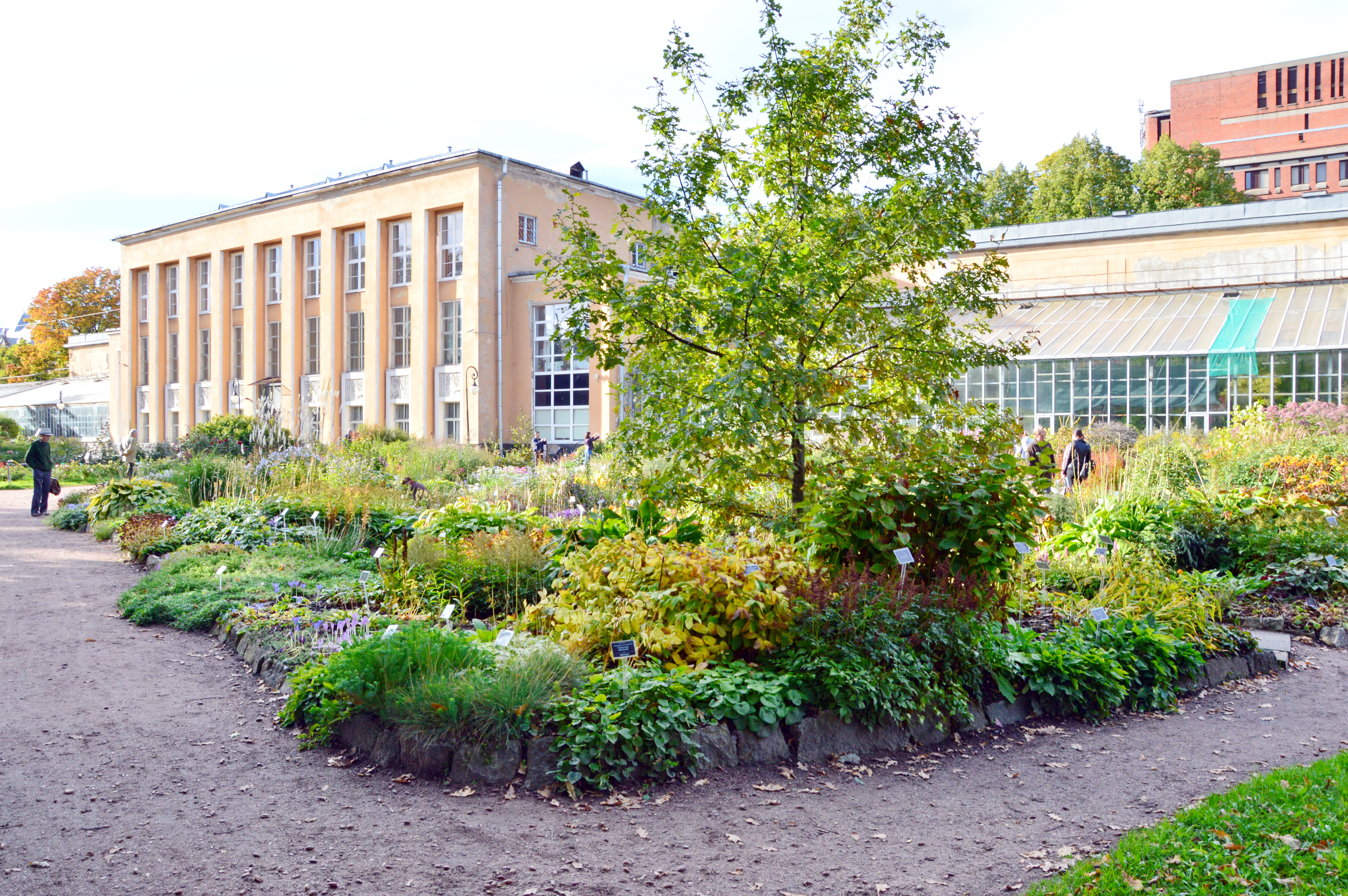
Nördlicher Hof mit Gewächshäusern und Allium-Garten
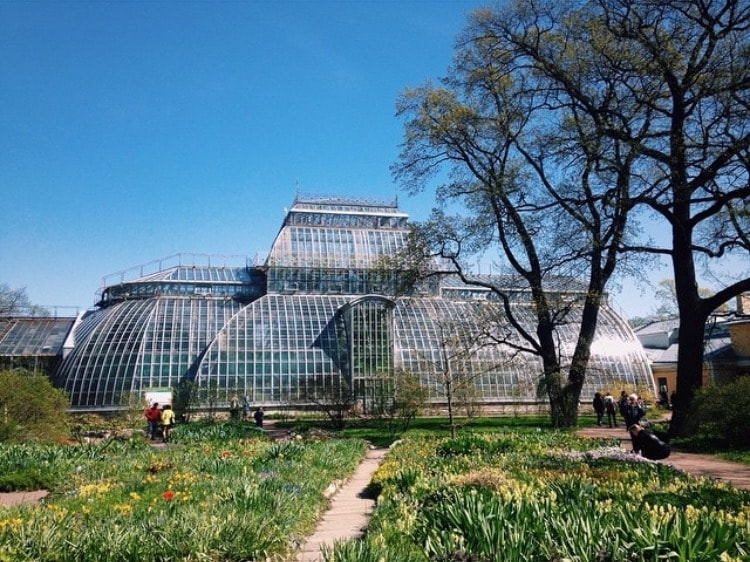
Palmen-Gewächshaus
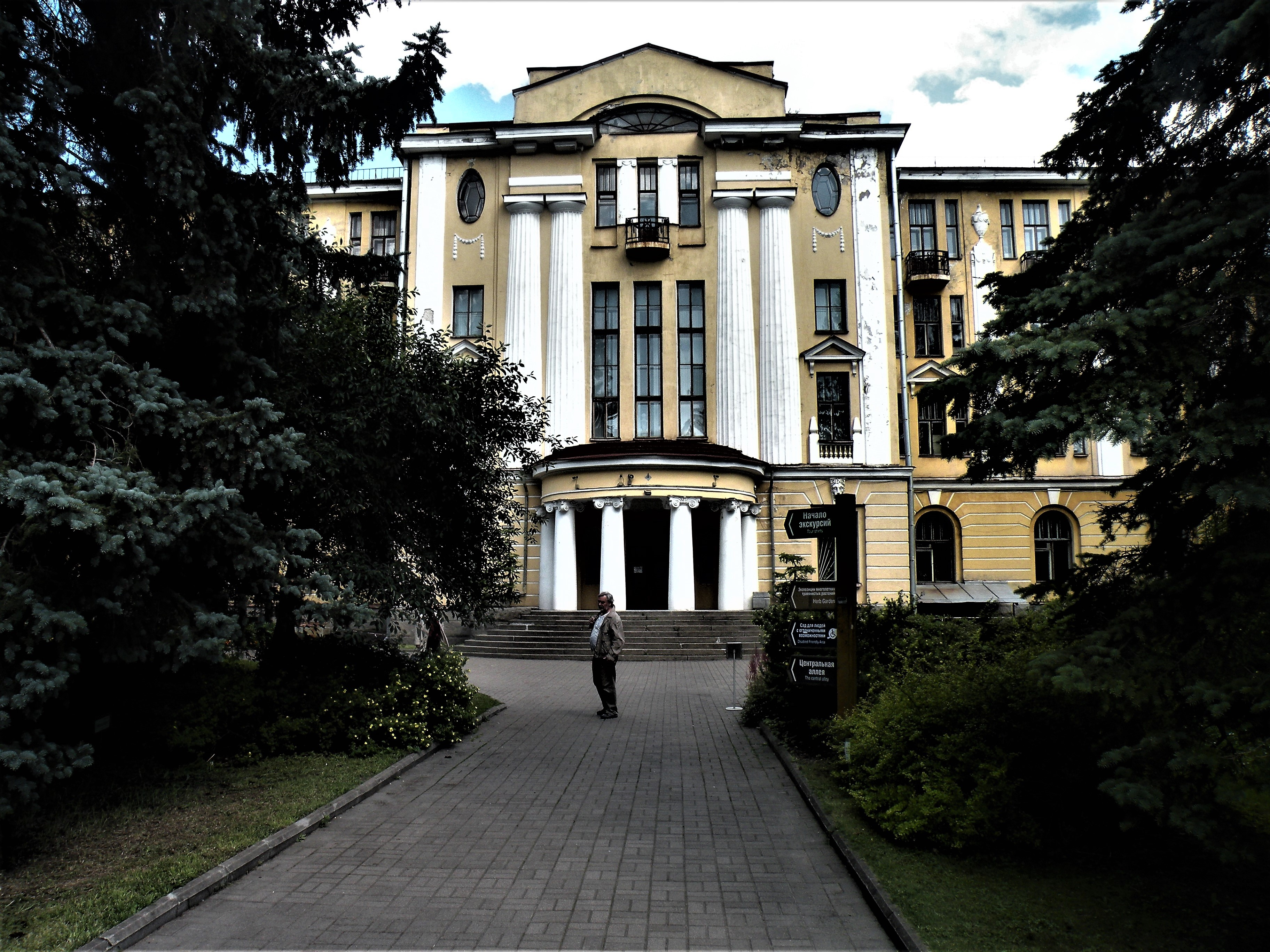
Hauptgebäude des Botanischen Instituts mit Herbarium
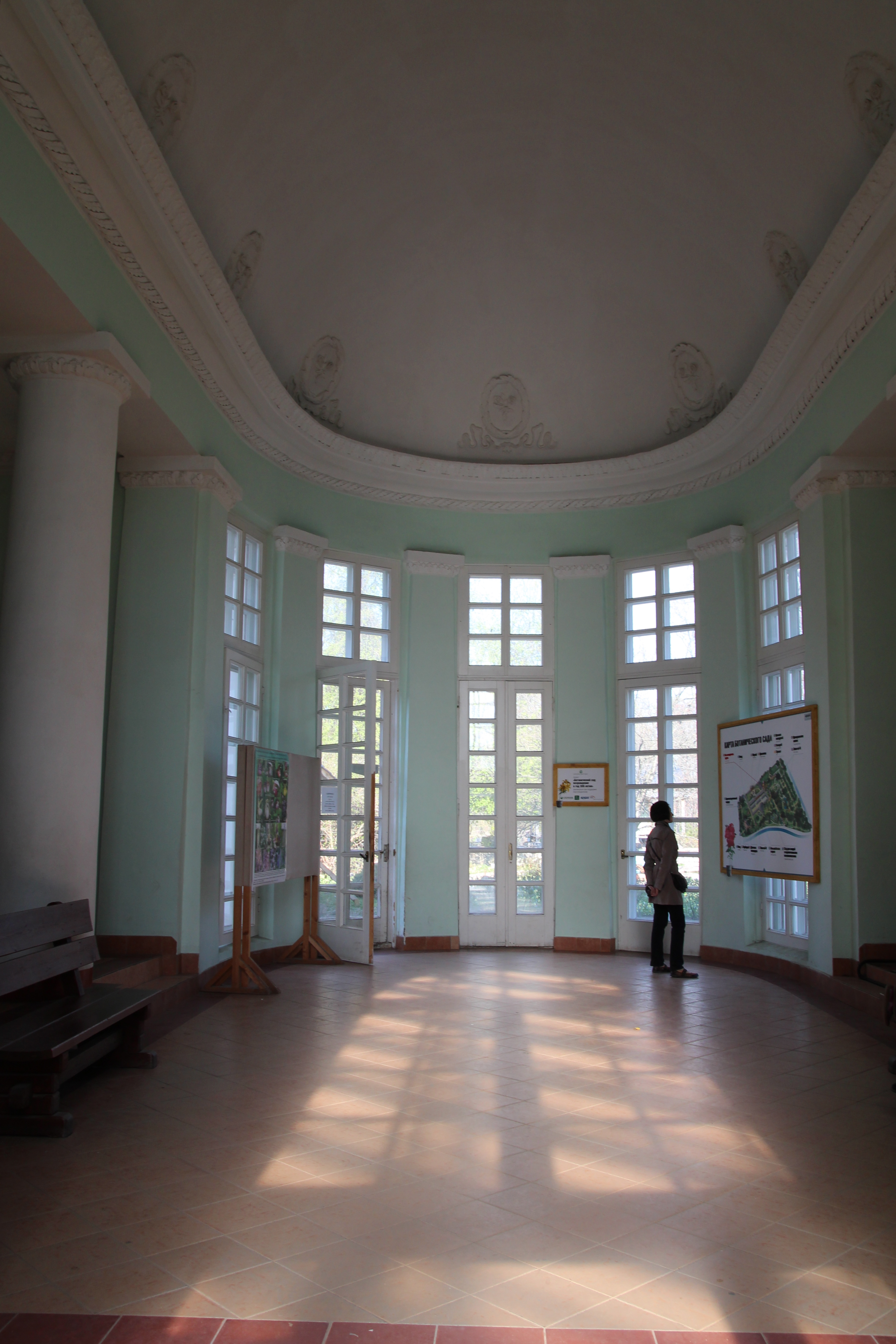
Hauptgebäude, Innenansicht
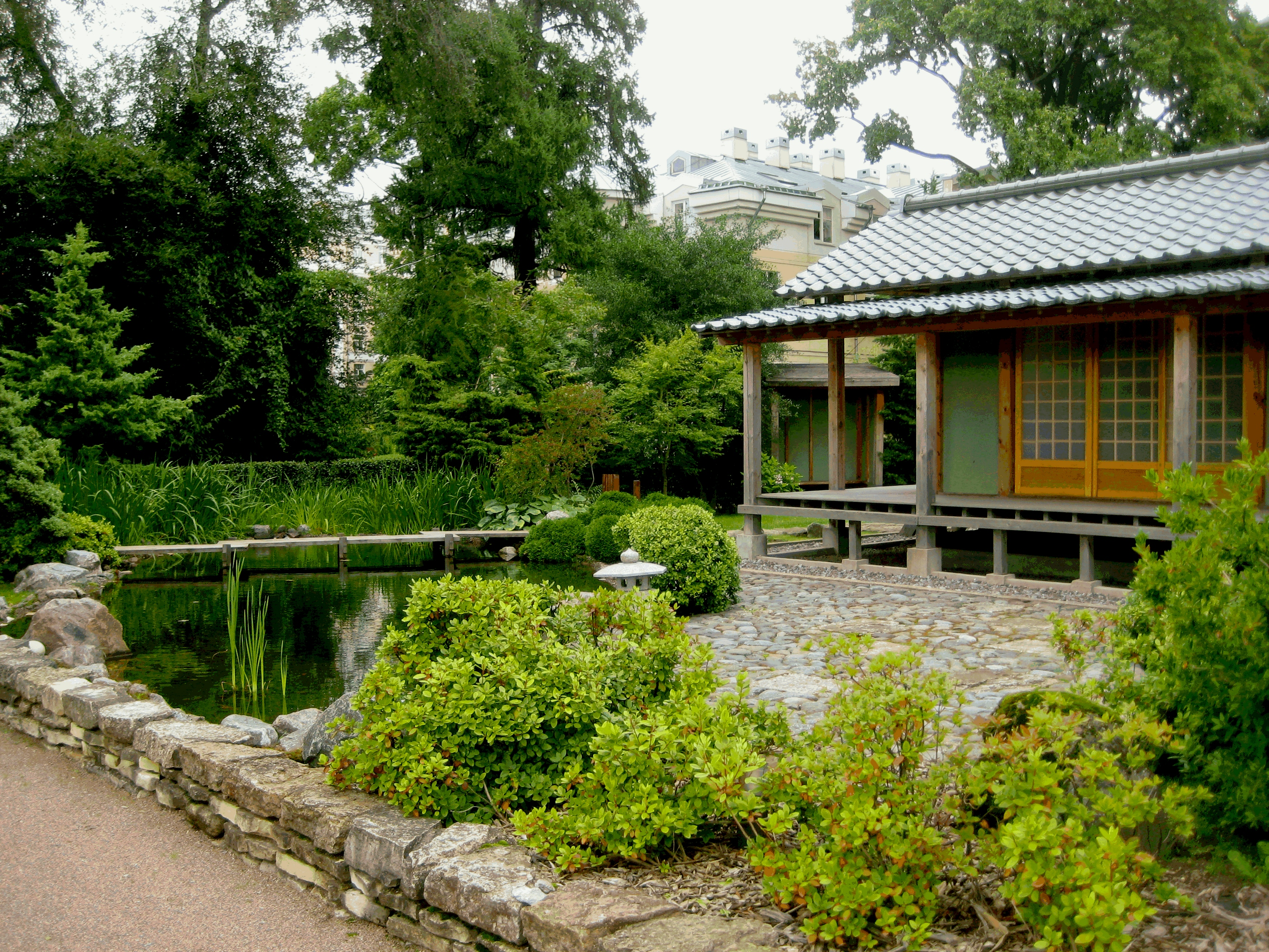
Japanischer Garten
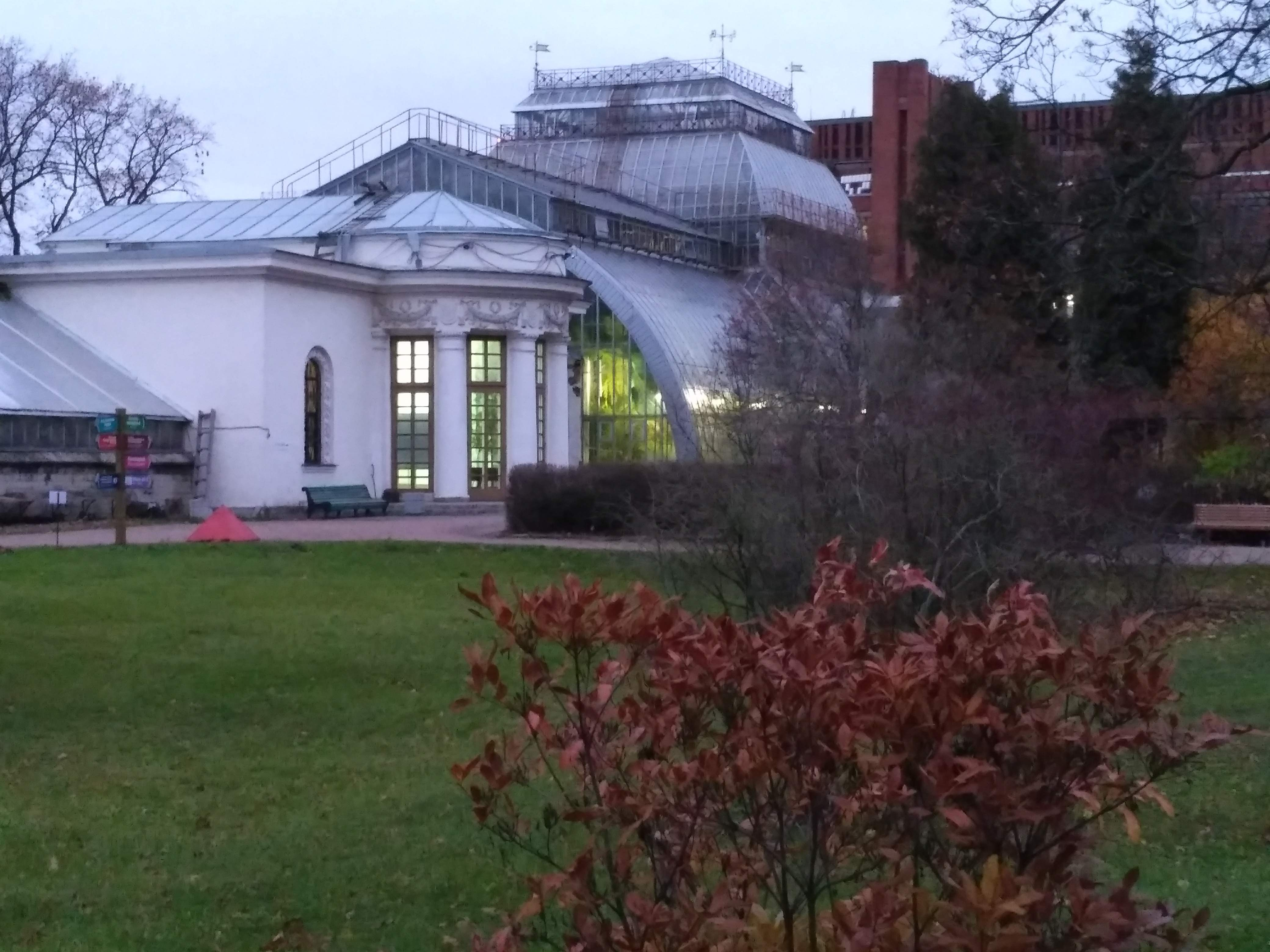
Gebäude des Arboretums im Dämmerlicht
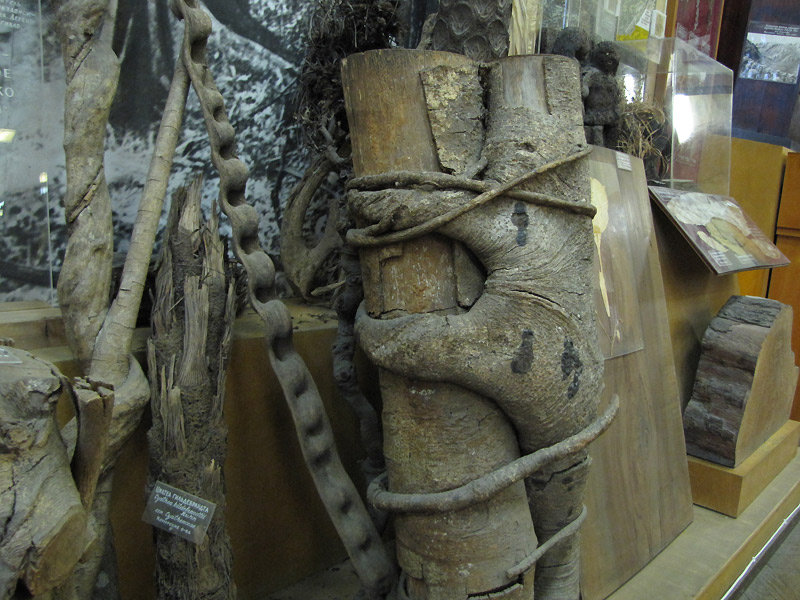
Historische Pflanzensammlung

### Wissenschaftliche Tätigkeit
Heute umfasst das Institut 20 wissenschaftliche Abteilungen, deren Mitarbeiterteams in fast allen Hauptbereichen der modernen Botanik und Mykologie forschen. Bearbeitet werden die Bereiche 52 "Biologische Vielfalt", 51 "Ökologie von Organismen und Gemeinschaften", 50 "Biologie der Entwicklung und in lebenden Systeme" und 53 "Allgemeine Genetik" gemäß dem Plan der wissenschaftlichen Grundlagenforschung der Russischen Akademie der Wissenschaften und dem Programm der Grundlagenforschung der staatlichen Akademien der Wissenschaften für 2013–2020.
Seit 2017 leitet der Biologe Dmitri Wiktorowitsch Geltman das Komarow-Institut.
Die Hauptaktivitäten des Instituts sind:
- Taxonomie, Phylogenie, Evolution und Ökologie von Pflanzen und Pilzen
- Moderne und fossile Flora Russlands und des Auslandes
- Struktur, Dynamik und Ökologie von Pflanzengemeinschaften, deren Klassifizierung und Kartierung
- Strukturelle und funktionelle Organisation, Entwicklungsbiologie und Reproduktion von Pflanzen und Pilzen
- Botanische Ressourcenwissenschaft, z. B. in der Landwirtschaft
- Pflanzenschutz
- Einwerbung und Verwaltung der Sammlungsgelder des Instituts
- Weiterverbreitung des botanischen Wissens

Das Institut gibt zahlreiche wissenschaftliche Zeitschriften heraus, die sowohl nationale wie internationale Verbreitung finden. Bekannt ist auch eine umfassende, 30-bändige Studie über die Flora der Sowjetunion. Die frühesten Druckschriften werden seit Anfang des 20. Jahrhunderts (bis heute) monatlich veröffentlicht.
- "Ботанический журнал" (Botanisches Journal): Forschungsergebnisse in der Botanik sowie Geschichte der botanischen Forschung; monatlich seit 1916 (ISSN 0006-8136, russisch)
- "Geobotanical Mapping Magazine": Artikel zur Kartierung der Vegetation in Russland und anderen Ländern; jährlich seit 1963 (ISSN 0235-4373, russisch)
- "Mycology and Phytopathology": Forschungsergebnisse auf dem Gebiet der Mykologie und Phytopathologie; 2-monatlich seit 1967 (ISSN 0026-3648, russisch, englisch)
- "Nachrichten über die Taxonomie höherer Pflanzen": Ergebnisse in der Systematik höherer (Gefäß-)Pflanzen, einschließlich Beschreibungen neuer Taxa; jährlich seit 1919 (ISSN 0568-5443, russisch, englisch)
- "Nachrichten über die Taxonomie niedrigerer Pflanzen": Informationen über die Artenvielfalt und Verbreitung von Algen, Pilzen, Flechten und Bryophyten; halbjährlich seit 1964 (ISSN 0568-5435, russisch, englisch)
- "Paleobotany": Forschungen der Paläobotanik wie Morphologie und Anatomie fossiler Pflanzen, ihre Taxonomie und Paläofloristik; jährlich seit 2010 (ISSN 2218-7235, russisch, englisch)
- "Vegetation of Russia": geobotanische Zeitschrift über Vegetationsprobleme in Russland und den Nachbarländern; halbjährlich seit 2001 (ISSN 2073-0659, russisch)
- "Plant Resources": Informationen zu mehreren Themen: Biologie und Ökologie von Ressourcenarten, Pflanzenressourcen, chemische Zusammensetzung von Arten und biologische Aktivität von Pflanzenpräparaten; quartalsweise seit 1965 (ISSN 0033-9946, russisch)
- Komarovia: internationale Botanikzeitschrift mit Artikeln und Rezensionen aus Morphologie, Taxonomie, Nomenklatur und Geographie nicht fossiler Gefäßpflanzen; halbjährlich seit 1999 (ISSN 1819-0154, englisch)

## Direktoren des Botanischen Gartens
- 1805– : Christian Friedrich Stephan
- 1823–1850: Friedrich Ernst Ludwig von Fischer
- ?? : Carl Anton von Meyer (1795-1855)
- 1857–1864: Carl von Küster
- 1867–1875: Ernst Rudolph von Trautvetter
- 1869– : Karl Johann Maximowicz
- 1875–1892: Eduard August von Regel
- 1897–1917: Alexander Alexandrowitsch Fischer von Waldheim

## Botaniker im Botanischen Garten
| Jahr                  | Person                                         | Funktion |
| --------------------- | ---------------------------------------------- | --- |
| 1716                  | Robert Erskine                                 | sorgte für die Einrichtung eines Gartens für pharmazeutische Zwecke, den Vorläufer des Botanischen Gartens. |
| um 1724               | Johann Christian Buxbaum                       | richtete den pharmakologischen Garten ein. |
| 1735                  | Johann Siegesbeck                              | arbeitete als Demonstrator. |
| 1736                  | Johan Amman                                    | legte den akademischen Botanischen Garten an; die Akademie erwarb nach seinem Tod sein Herbarium. |
| 1805                  | Christian Friedrich Stephan                    | war Direktor des Botanischen Gartens. |
| 1823–1850             | Friedrich von Fischer                          | war Direktor des Botanischen Gartens. |
| 1828–1830             | Heinrich Wydler                                | arbeitete im Garten. |
| 1838–1855             | Julius Léopold Eduard Avé-Lallemant            | Kurator |
| 1848–1856             | Carl Eugen von Mercklin                        | was als Physiologe tätig. |
| 1850                  | Carl Maximowicz                                | war Direktorialgehilfe, ab 1852 Konservator am Herbarium, ab 1864 erster Konservator und ab 1869 Direktor. |
| 1851                  | Franz Joseph Ruprecht                          | war stellvertretender Leiter des Gartens, ab 1855 Leiter des botanischen Museums. |
| ?                     | Carl Anton von Meyer                           | war Direktor des Botanischen Gartens. |
| 1855–1892             | Eduard August von Regel                        | wurde 1855 wissenschaftlicher Direktor, später Oberbotaniker und ab 1875 Direktor. Er baute den Garten stark aus und machte ihn zu einem führenden Garten. |
| 1856–1891             | Ferdinand Gottfried von Herder                 | arbeitete in leitender Stellung, ab 1860 als Konservator, 1868–1891 als Bibliothekar. |
| 1864–1875             | Ernst Rudolph von Trautvetter                  | war 1864–1867 Leiter der Verwaltung und 1867–1875 Direktor. |
| 1877–                 | Johannes Theodor Schmalhausen                  | war Konservator am Herbarium. |
| um 1880               | Walter von Engelhardt                          | arbeitete in der Bibliothek. |
| 1882–                 | Joseph Anton Purpus                            | |
| 1883–1886             | Udo Dammer                                     | arbeitete als Kustos |
| Ende der 1890er Jahre | Boris Alexejewitsch Fedtschenko                | war zunächst Mitarbeiter, ab 1902 Vorsteher des Herbariums, dem er eigene Sammlungen hinzufügte. Er war Herausgeber verschiedener wissenschaftlicher Zeitschriften und führte in den 1920er Jahren botanische Expeditionen in Zentralasien durch. Er initiierte eine Buchreihe, die die Flora der Sowjetunion beschreiben sollte. |
| 1897–1917             | Alexander Alexandrowitsch Fischer von Waldheim | war Direktor des Botanischen Gartens. |
| 1898–                 | Wladimir Leontjewitsch Komarow                 | arbeitete als Konservator. |
| 1899–                 | Alexander Alexandrowitsch Jelenkin             | war Konservator und Direktor der Kryptogamen-Abteilung. |
| 1908–                 | Olga Ewertowna Knorring-Neustrujewa            | erweiterte beträchtlich die Sammlungen des Herbariums. |
| 1908–                 | Sinaida Alexandrowna von Minkwitz              | arbeitete im Botanischen Garten. Sie war eine Cousine von Olga Knorring-Neustrujewa. |
| 1911–1917             | Natalja Alexejewna Dessjatowa-Schostenko       | war eine wissenschaftliche Mitarbeiterin. |
| 1920–1969             | Antonina Iwanowna Pojarkowa                    | war wissenschaftliche Mitarbeiterin in der Abteilung für lebende Pflanzen, anfangs im Laboratorium für experimentelle Ökologie bei Nikolai Alexandrowitsch Maximow. Sie führte zahlreiche Expeditionen im Kaukasus durch und legte Herbarien an, die im Komarow-Botanik-Institut aufbewahrt werden.                               |
|                       | Nikolai Alexandrowitsch Maximow                | war tätig im Laboratorium für experimentelle Ökologie. |
| 1930–1949             | Boris Konstantinowitsch Schischkin             | begann als Mitarbeiter und war von 1938 bis 1949 Direktor. |
| 1931–                 | Wladimir Leontjewitsch Komarow                 | war der erste Leiter des vereinigten Instituts. Er führte Fedtschenkos Buchreihe über die Flora der Sowjetunion weiter, die 1964 fertiggestellt wurde; die Buchreihe beschreibt in 30 Bänden rund 17.500 Arten. |
| 1935–1987             | Ljudmila Andrejewna Kuprijanowa                | war Mitarbeiterin; sie gründete 1960 das Laboratorium für Palynologie und leitete es. |
| 1955–2009             | Nina Sergejewna Golubkowa                      | arbeitete als Lichenologin und beschäftigte sich mit der Bryologie. |